# Анри Матис
Анри-Емил-Беноа Матис (на френски: Henri-Émile-Benoît Matisse) е френски художник и скулптор, известен с умелото използване на цветовете и с флуидния и оригинален рисунък.
Наред с Пабло Пикасо и Марсел Дюшан, Матис обикновено е приеман за един от тримата художници, довели до революционните промени в пластичното изкуство в началото на 20 век, които водят до значимо развитие в художественото изкуство и скулптурата. Макар първоначално да е определян като „див“, през 20-те години той все повече се превръща в основния защитник на класическата традиция във френската живопис. Майсторството на езика му на изразяване, проявяван в продължение на повече от половин век, донася на Матис признанието като водеща фигура на модерното изкуство.

## Биография

### Младежки години
Анри Матис е роден на 31 декември 1869 година в Като Камбрези, Френска Фландрия, и е първият син на проспериращ търговец на зърно. Прекарва детството си в Боен ан Вермандоа. От 1882 до 1887 година учи в Сен Кантен, след което в продължение на година следва право в Париж. След като получава начална юридическа квалификация, той се завръща в Като Камбрези и работи като чиновник в съда.
Матис започва да рисува през 1889 година, когато, докато се възстановява след апендицитна криза, неговата майка му донася пособия за рисуване. Според собствените му думи, тогава той открива „някакъв рай“ и решава да стане художник за голямо разочарование на баща си.

### Начало на творческа дейност
През 1891 година Анри Матис отново заминава за Париж, този път за да учи изобразително изкуство. Той постъпва в частното училище Академия „Жулиан“, където негови преподаватели са Уилям Адолф Бугеро и Гюстав Моро. Първоначално той рисува натюрморти и пейзажи в традиционен стил и развива добри умения в тази област. Повлиян е от работите на класически майстори, като Жан-Батист-Симеон Шарден, Никола Пусен и Антоан Вато, но и от съвременни автори, като Едуар Мане, както и от традиционното японско изобразително изкуство. Шарден е сред художниците, от които Матис най-силно се възхищава, и докато учи в Академия „Жулиан“, той прави копия на четири негови картини, изложени в Лувъра. По това време той живее с модела Каролин Жобло, от която има една дъщеря, Маргьорит, родена през 1894 година.
През 1896 и 1897 година Матис посещава австралийския художник Джон Питър Ръсел, който живее на остров Бел Ил, край брега на Бретан. При него той се запознава с импресионизма и работите на Винсент ван Гог, който по това време е напълно неизвестен, но е приятел на Ръсел. В резултат на тези контакти стилът на Матис се променя изцяло и самият той по-късно казва: „Ръсел беше моят учител и Ръсел ми обясни теорията на цветовете“. През 1896 година Матис излага пет свои картини в салона на Националното дружество за изящни изкуства, като две от тях са купени от държавата.
През 1898 година Анри Матис се жени за Амели Ноели Парер. Двамата отглеждат първата му дъщеря Маргьорит и имат двама сина – Жан (р. 1899) и Пиер (р. 1900). Маргьорит и Амели често служат за модели на Матис.
През 1898 година, по съвет на художника Камий Писаро, Матис отива в Лондон, за да се запознае с картините на Джоузеф Търнър, а след това пътува до Корсика. След връщането си в Париж през февруари 1899 година той работи с Албер Марке и се запознава с Андре Дерен, Жан Пюи и Жул Фландрен. Матис е погълнат от работата на другите художници и затъва в дългове, купувайки картини на художници, от които се възхищава. Сред произведенията в дома му е гипсов бюст от Огюст Роден, картини от Пол Гоген, Винсент ван Гог, Пол Сезан. Чувството за живописна структура и колорит на Сезан се превръща в основно вдъхновение за Матис.
В много от картините на Анри Матис от 1898 – 1901 година е използвана техниката на дивизионизма, която той започва да прилага, след като прочита есето на Пол Синяк „От Йожен Дьолакроа до неоимпресионизма“. Към 1899 година започва да се занимава и със скулптура с копие на работа на Антоан-Луи Бари. Картините му от 1902 – 1903 година, период на материални затруднения, са относително мрачни и показват засилено внимание към формата. По това време той се концентрира и върху скулптурата, работейки главно с глина и завършвайки през 1903 година „Робът“.

### Фовизъм
Фовизмът като стил в изкуството се заражда около 1900 година и продължава и след 1910 година, но фовисткото движение просъществува само няколко години, от 1904 до 1908 година, когато представя три изложби. Водещите фигури на движението са Анри Матис и Андре Дерен. Матис прави първата си самостоятелна изложба в галерията на Амброаз Волар през 1904 година, но не постига особен успех. Склонността му да използва ярки и експресивни цветове се засилва през лятото на 1904 година, което прекарва в Сен Тропе, рисувайки заедно с неоимпресионистите Пол Синяк и Анри-Едмон Крос. През тази година той рисува най-значимата си неоимпресионистична творба, „Лукс, спокойствие и удоволствие“ („Luxe, Calme et Volupté“). През 1905 година отново пътува на юг, за да работи в Колиур, заедно с Андре Дерен. Творбите му от този период се характеризират с плоски форми и контролирани линии, както и с по-умереното използване на техниката на поантилизма.
През 1905 година Матис и група художници, които стават известни като „Дивите“ (Fauves), излагат свои творби в отделно помещение по време на Есенния салон. Картините изразяват емоция с диви, често несъвместими цветове, без да се съобразяват с естествения цвят на предмета. Матис излага картините „Отворен прозорец“ и „Жената с шапката“ („La femme au chapeau“), които критикът Луи Восел описва с фразата „Донатело сред дивите“, имайки предвид ренесансовите скулптури, разположени в същото помещение. Коментарът му е публикуван в парижки ежедневник и става популярен, давайки името на фовизма. Техните картини предизвикват остри критики – „Кофа боя е запратена в лицето на публиката“, според критика Камий Моклер – но също и положителни отзиви. Най-спорната картина, „Жената с шапката“ на Матис, е закупена от меценатите Гертруд и Лео Стайн, което оказва изключително ободряващо въздействие върху него.
Матис е признат за лидер на фовизма, заедно с Андре Дерен – двамата са приятели и съперници, всеки със свои поддръжници. Сред членовете на движението са Жорж Брак, Раул Дюфи и Морис Вламенк. За вдъхновител на движението се смята символистът Гюстав Моро е духовният учител на движението – като преподавател в парижкото Училище за изящни изкуства той подтиква студентите си да мислят извън границите на формалността и да следват собствената си визия.
През 1907 година Гийом Аполинер казва в своя статия за Матис: „Тук не сме изправени пред екстравагантно или екстремно начинание. Изкуството на Матис е видимо разумно“. Но картините на Матис от този период предизвикват и яростна критика и му е трудно да изхранва семейството си. През 1913 година подобие на неговата „Синьо голо тяло“ (1907) е изгорена по време на международната изложба Армъри Шоу в Чикаго.

### Гертруд Стейн и Академия „Матис“
Упадъкът на фовизма след 1906 година не се превръща в пречка за възхода на Матис. Много от най-добрите му творби са създадени в периода 1906 – 1917 година – по това време той е активна част от голямото събиране на хора на изкуството в Монпарнас, въпреки че не се вписва напълно в тази среда, заради консервативния си външен вид и буржоазните си трудови навици.
Матис продължава да събира нови впечатления. През 1906 година пътува до Алжир и изучава африканското изкуство и примитивизма. След като посещава голяма изложба на ислямско изкуство в Мюнхен през 1910 година, той прекарва два месеца в Испания в изучаване на мавританското изкуство. През 1912 и отново през 1913 година посещава Мароко и докато рисува в Танжер прави няколко нововъведения в своя стил, най-значима от които е употребата на черния цвят. Всичко това се проявява в наситени немодулирани цветове, пример за които е „Червеното ателие“ („L'Atelier rouge“; 1911).
По това време Анри Матис се сближава с кръга американски меценати и колекционери на произведения на изкуството около Гертруд Стейн. Те откупуват картини на водещи художници от този период и поддържат в Париж своеобразен салон, посещаван от много от тях. Сред честите гости са Фернанд Оливие, Жорж Брак, Андре Дерен, Макс Жакоб, Гийом Аполинер, Мари Лорансен, Анри Русо. В колекциите на семейство Стейн и сестрите Кларабел и Ита Коун попадат стотици картини на Матис, повечето от които днес са изложени в американски музеи.
В салона на Гертруд Стейн през 1906 година Матис се запознава с 12 години по-младия от него Пабло Пикасо. Двамата стават дългогодишни приятели и съперници и често са сравнявани от критиците. Една от основните разлики между двамата е това, че Матис предпочита да рисува от натура, а Пикасо разчита повече на въображението си. И двамата рисуват най-често жени и натюрморти, но Матис е по-склонен да поставя фигурите си в пълни, завършени интериори.
Кръгът около Гертруд Стейн организира и финансира Академия „Матис“ – частно и некомерсиално училище, в което Матис напътства млади творци и което функционира от 1907 до 1911 година в Париж. Сред най-ентусиазираните ученици в академията са Ханс Пурман и снахата на Гертруд Стейн Сара.
От този период датира и дълготрайната връзка на Анри Матис с руския колекционер Сергей Шчукин. Той създава една от най-значимите си картини „Танцът“ („La Danse“; 1909) специално за Шчукин, като част от композиция, включваща още картината „Музиката“ („La Musique“, 1910).

### След Първата световна война
От 1917 година до края на живота си Анри Матис живее в Симие, квартал на град Ница на Френската Ривиера. Творбите му от първото десетилетие след напускането на Париж показват успокояване и омекотяване на подхода му. Това „завръщане към реда“ е присъщо на много творци от годините след Първата световна война и може да се сравни с неокласицизма на Пикасо и Стравински и завръщането към традиционализма при Дерен. За този период са характерни картините му на ориенталски одалиски и, макар че тези творби са популярни, някои от критиците ги намират за повърхностни и изкуствени.
В края на 20-те години Матис за пореден път започва активно сътрудничество с други творци, сред които има французи, нидерландци, германци, испанци и неколцина американци. След 1930 година в творбите му се появяват нова енергия и по-смело опростяване. Американският колекционер Албърт Барнс го убеждава да създаде голяма фреска за сградата на неговата Фондация „Барнс“ във Филаделфия – „Танцът II“ („The Dance II“), която е завършена през 1932 година. Фондацията притежава десетки други произведения на Матис.

### Последни години
Матис и съпругата му се разделят през 1939 година след продължил повече от четири десетилетия брак. През 1941 година в резултат на заболяване от рак на дебелото черво той е подложен на колостомия, тежка коремна операция, след която започва да използва инвалидна количка. До края на живота му за него се грижи Лидия Делекторская, бивш негов модел. С помощта на асистенти Матис започва да изготвя колажи от хартиени изрезки, често в голям мащаб. Поредицата му „Синьо голо тяло“ е добър пример за тази техника, която той нарича „рисуване с ножици“. Колажите демонстрират способността му да приспособи усета си за цвят и геометрия към една ново и крайно опростено средство, придавайки му игрива и възхитителна сила.
Матис, който е напълно аполитичен през целия си живот, остава шокиран, когато научава, че дъщеря му Маргьорит, която участва активно във френската Съпротива през Втората световна война, е измъчвана почти до смърт в затвора в Рен и е изпратена в концентрационният лагер Равенсбрюк. По време на пътуването към Равенсбрюк тя успява да избяга от влака, възползвайки се от съюзническа бомбардировка. Неговият ученик, Рудолф Леви е убит в Аушвиц през 1944 г.
През 1947 година Матис издава „Джаз“ – книга в ограничен тираж, съдържаща цветни колажи, придружени с негови афоризми. През 40-те години той работи и като илюстратор, създавайки черно-бели илюстрации за няколко книги и над сто литографии за издателството Мурло Стюдио в Париж.
През 1951 година Анри Матис завършва започнат четири години по-рано проект за дизайн на интериора, стъклописите и декорациите на Параклиса на розария във Ванс, често наричан и Параклис на Матис. Този проект е резултат от близкото приятелство между Матис и сестра Жак-Мари. Още през 1941 година, преди тя да стане доминиканска монахиня, той я наема като модел и болногледачка. След войната двамата се срещат отново във Ванс и започват съвместната си работа, която е описана в книгата на сестра Жак-Мари „Анри Матис: Параклисът във Ванс“ („Henri Matisse: La Chapelle de Vence“, 1992), както и в документалния филм „Модел за Матис“ („A Model for Matisse“, 2003).
През 1952 година Матис основава в родния си град музей, посветен на творчеството си. Днес той притежава третата по големина във Франция сбирка с произведения на художника.
Според Дейвид Рокфелер, последната творба на Матис е дизайна на стъклописа в Юнионистката църква на Покантико Хилс, близо до имението Рокфелер северно от Ню Йорк. Рокфелер пише: „Това бе последното му художествено творение; макетът бе закачен на стената в спалнята му, когато почина през ноември 1954“. Стъклописът е завършен през 1956 година.
Анри Матис умира в Ница от инфаркт на 3 ноември 1954 година, на 84-годишна възраст. Погребан е в гробището на манастира „Света Богородица“ в Симие.

## Наследство
Първата картина на Матис, закупена за обществена колекция, е „Натюрморт със здравец“ („Nature morte au geranium“, 1910), изложена в Модерната пинакотека в Мюнхен. „Сливовите цветове“ (1948) е закупена на 8 септември 2005 година за Музея на модерното изкуство в Ню Йорк от Хенри Кравис за приблизителната сума от 25 милиона щатски долара. От 1970 година дотогава картината не е излагана пред публика. През 2002 година скулптурата „Легнал гол мъж I“ е продадена за 9,2 милиона щатски долара, което е най-високата цена за скулптура на Матис.
Маргьорит, дъщерята на Матис, често помага на учениците му, като им дава разяснения и съвети относно начина на работа на баща си. Тя умира през 1982 година, докато съставя каталог на творбите на своя баща.
Синът на Матис, Пиер Матис (1900 – 1989), открива през 30-те години една от значимите нюйоркски галерии за модерно изкуство. Галерията „Пиер Матис“, която съществува в периода 1931 – 1989 година, представя и излага много европейски и няколко американски и канадски творци, често за първи път пред нюйоркската публика. Сред тях са художниците Жоан Миро, Марк Шагал, Алберто Джакомети, Жан Дюбюфе, Андре Дерен, Ив Танги, Льо Корбюзие, Пол Делво, Вилфредо Лам, Жан-Пол Риопел, Балтюс, Леонора Карингтън, Джао Удзи, Сам Франсис, скулпторите Теодор Рошак, Реймънд Мейсън и Рег Бътлър. Сред излаганите в галерията работи са и творби на Анри Матис.
Внукът на Анри Матис Пол Матис живее в Масачузетс и е художник и изобретател, а правнучката му Софи Матис е художник от 2010 година.

## Цитирани източници
- Leymarie, Jean et al. Henri Matisse.   UCLA Art Council, 1966. (на английски)
- Spurling, Hilary. The Unknown Matisse: A Life of Henri Matisse: The Early Years, 1869 – 1908.   University of California Press, 2001. ISBN 9780520222038. p. 86. (на английски)

Бележки
1. ↑  Tate Modern: Matisse Picasso //   Tate.org.uk.  Архивиран от оригинала на 2010-06-01. Посетен на 13 февруари 2010. (на английски)
2. ↑  Searle, Adrian. A momentous, tremendous exhibition //  guardian.co.uk.   The Guardian, 2002. Посетен на 13 февруари 2010. (на английски)
3. ↑  Trachtman, Paul. Matisse & Picasso //   Smithsonianmag.com, 2003.  Архивиран от оригинала на 2010-05-08. Посетен на 13 февруари 2010. (на английски)
4. ↑  Duchamp's urinal tops art survey //   news.bbc.co.uk, 1 декември 2004. Посетен на 10 декември 2010. (на английски)
5. ↑  Wattenmaker, Richard J et al. Great French Paintings from the Barnes Foundation.   New York, Alfred A. Knopf, 1993. ISBN 0-679-40963-7. p. 272. (на английски)
6. ↑  Henri Matisse (1869 – 1954) //  metmuseum.org.   The Metropolitan Museum of Art, 2011. Посетен на 23 ноември 2011. (на английски)
7. ↑  Spurling 2001, с. 4 – 6.
8. ↑  Leymarie 1966, с. 9.
9. 1 2 3 4  The Unknown Matisse… //  abc.net.au.   ABC, 2007. Посетен на 23 ноември 2011. (на английски)
10. ↑  Spurling 2001, с. 86.
11. ↑  Henri and Pierre Matisse //  cosmopolis.ch.   Cosmopolis, 1999.  Архивиран от оригинала на 2012-07-24. Посетен на 29 юли 2012. (на английски)
12. ↑  Matisse, Marguerite //  androom.home.xs4all.nl.   Androom, 2010. Посетен на 23 ноември 2011. (на английски)
13. 1 2 3  Leymarie 1966, с. 10.
14. ↑  Simpson, Juliet et al. Jules Flandrin, 1871 – 1947: the other fin de siècle.   Ashmolean Museum, 2001. ISBN 9781854441430. p. 23.  Архивиран от оригинала на 2016-12-31. (на английски)[неработеща препратка]
15. ↑  Leymarie 1966, с. 19 – 20.
16. 1 2 3  Elderfield, John. The „Wild Beasts“ Fauvism and Its Affinities.   Museum of Modern Art, 1976. ISBN 0-87070-638-1. p. 13. (на английски)
17. ↑  Freeman, Judi et al. The Fauve Landscape.   Abbeville Press, 1990. ISBN 1-55859-025-0. p. 13. (на английски)
18. ↑  Rubin, William. Picasso and Braque pioneering cubism.   New York, Museum of Modern Art, 1989. ISBN 0-87070-676-4. p. 348. (на английски)
19. ↑  The Moroccans //  moma.org.   The Museum of Modern Art, 2011.  Архивиран от оригинала на 2015-05-09. Посетен на 7 август 2012. (на английски)
20. ↑  Matisse in Morocco: The Paintings and Drawings, 1912 – 1913 //  nga.gov.   National Gallery of Art, 2012.  Архивиран от оригинала на 2012-12-04. Посетен на 7 август 2012. (на английски)
21. ↑  Russell, John. Review/Art; Matisse and the Mark Left on Him by Morocco //  nytimes.com.   The New York Times Company, 1990.  Архивиран от оригинала на 2022-03-25. Посетен на 7 август 2012. (на английски)
22. ↑  Cone Collection //  artbma.org.   The Baltimore Museum of Art, 2007.  Архивиран от оригинала на 2014-10-19. Посетен на 7 август 2012. (на английски)
23. ↑  Heftrig, Ruth et al. Kunstgeschichte im „Dritten Reich“: Theorien, Methoden, Praktiken.   Akademie Verlag, 2008. S. 429. (на немски)
24. ↑  Spurling, Hilary. Matisse the Master: A Life of Henri Matisse, the Conquest of Colour, 1909 – 1954.   2001. p. 424. (на английски)
25. ↑  Gilbert, Martin. The Routledge Atlas of the Holocaust.   Psychology Press, 2002. ISBN 978-0-415-28145-4. p. 10. (на английски)
26. ↑  Ruhrberg, Karl. Twentieth Century art: Painting and Sculpture in the Ludwig Museum.   Rizzoli, 1986. ISBN 978-0-8478-0755-0. p. 55. (на английски)
27. ↑  Berger, Joseph. Sister Jacques-Marie, Influence for Matisse's Rosary Chapel, Dies //  nytimes.com.   The New York Times, 2005. Посетен на 16 август 2012. (на английски)
28. ↑  French Professor Directs „Model for Matisse“ //  cmu.edu.   Carnegie Mellon Today, 2003. Посетен на 30 юли 2007. (на английски)
29. ↑  Butler, Desmond. Art/Architecture; A Home for the Modern In a Time-Bound City //  nytimes.com.   The New York Times, 2002. Посетен на 25 декември 2007. (на английски)
30. ↑  Vogel, Carol. The Modern Acquires a 'Lost' Matisse //  nytimes.com.   The New York Times, 2005.  Архивиран от оригинала на 2015-01-17. Посетен на 16 август 2012. (на английски)
31. ↑  Marguerite Duthuit, a Model In Art of Matisse, Her Father //  nytimes.com.   The New York Times, 1982. Посетен на 16 август 2012. (на английски)
32. ↑  Russell, John. Matisse, Father & Son.   New York, Harry N. Abrams, 1999. ISBN 0-8109-4378-6. p. 387 – 389. (на английски)